# David Wm. Sims
David William Sims (nacido el 17 de septiembre de 1963, en Austin, Texas) es un músico estadounidense, reconocido por su trabajo como bajista de los grupos Scratch Acid, Rapeman y The Jesus Lizard. En el contexto de su carrera musical, prefiere que lo llamen "David Wm. Sims".
Actualmente, trabaja en contabilidad en Nueva York, y tiene un blog llamado Too Big to Fail Archivado el 29 de enero de 2009 en Wayback Machine..